# Madonna col Bambino tra san Girolamo e san Bernardino
La Madonna col Bambino tra san Girolamo e san Bernardino  (en français : Vierge à l'Enfant entre les saints Jérôme et Bernardin) est une peinture a tempera et or sur panneau de bois de 98 × 52 cm (avec son cadre), qui peut être datée vers 1476, réalisée par Neroccio di Bartolomeo de' Landi, et conservée à la Pinacothèque nationale de Sienne.

## Description
la Vierge mince et élancée tient devant elle l'Enfant Jésus, qui lève les yeux vers sa Mère en la bénissant et en s'appuyant sur l'accoudoir d'un faldistoire. Le large contour de la cape bleue bordée d'or de Marie, nettement délimitée par le fond doré du tableau, suit toujours la tradition inaugurée par Duccio, mais des signes de réceptivité au style florentin peuvent être relevés. Ainsi, l'ourlet de la robe de Marie est orné non pas de la traditionnelle bande dorée et perforée, mais de motifs de vrilles et de têtes d'angelots peints sur un fond bleu. L'auréole mouchetée d'or de l'Enfant, représentée en trois dimensions, rappelle les œuvres de Filippo Lippi tandis que sa figure vigoureuse et l'accoudoir sculpté sur lequel il s'appuie sont inspirés des reliefs de Donatello (qui a passé les dernières années de sa vie à Sienne),. 
L'attrait de la composition repose principalement sur la délicate harmonie de l'or, du rose saumon pâle, des gris et des bleus
clairs, ainsi que sur des détails inhabituels tels que le regard pensif de Marie légèrement inclinée sur le côté ou le jeu de ses doigts longs et souples.

## Sources
- (en) Gertrude Coor, Neroccio de' Landi 1447-1500, Princeton, New Jersey, Princeton University Press, 1961, 235 p., 30 x 23 cmReproduction de la Madonna col Bambino tra san Girolamo e san Bernardino (figures nos 29 et 30), décrite p. 185, (no 51) dans le catalogue.
- Giulietta Chelazzi Dini, Alessandro Angelini et Bernardina Sani (trad. de l'italien par Corinne Paul Maïer, Maïa Rosenberger), Les Peintres de Sienne, Paris, Imprimerie nationale éditions, 1997, 471 p., 29,5 x 35 cm (ISBN 2-7433-0237-2), p. 299-301
- (en) Dóra Sallay, Vilmos Tátrai et Axel Vécsey, Botticelli to Titian : two centuries of Italian masterpieces, Budapest, Szépművészeti Múzeum, 2009, 443 p., 30,5 x 24 cm, p. 204.  Catalogue de l'exposition tenue au Musée des Beaux-Arts de Budapest du 28 octobre 2009 au 14 février 2010. Reproduction de la Madonna col Bambino tra san Girolamo e san Bernardino (figure no 39) p. 205, décrite p. 204 par Dóra Sallay.